# Матурско вече 2: Здраво, Мери Лу
Матурско вече 2: Здраво, Мери Лу (енгл. Hello Mary Lou: Prom Night II) је канадски хорор филм из 1987, други у серијалу филмова Матурско вече и први у коме се приказује главна антагонисткиња серијала, Мери Лу Малони. Филм је наставак Матурске вечери из 1980, али радња нема никакве везе са тим филмом. Три године касније је снимљен и трећи део, под називом Матурско вече 3: Последњи пољубац, који прати дешавања из овог филма.
Режисер филма је Брус Питмен, док су у главним улогама Мајкл Ајронсајд, Венди Лион и Лиса Шраџ.
Иако не прати дешавања из оригиналног фима Матурско вече 2: Здраво, Мери Лу је добио боље критике од оригинала, што је веома ретко у свету филма, поготово хорор филма. На IMDb-у има бољу оцену од првог филма, што је такође права реткост. За разлику од претходног филма овај има натприродне елементе.

## Радња
Мери Лу Малони је дрска, безобразна, неморална девојка која је спремна сваког да исмеје и превари. Када превари свог дечка он пожели да је осрамоти у тренутку њеног проглашења за Краљицу матуре, али је случајно запали и убије, тако да Мери Лу није стигла да стави круну на главу. Тридесет година касније девојка по имену Вики, случајно ослобађа дух Мери Лу, која је жељна освете, али да би нашла спокој, мора да испуни своју животну жељу, а то је да постане Краљица матуре и стави круну на главу. Да би испунила своје циљеве Мери Лу, користи Викино тело, притом убијајући њене пријатеље и људе одговорне за њену смрт.

## Улоге
| Глумац             | Улога               |
| ------------------ | ------------------- |
| Мајкл Ајронсајд    | Бил „Били” Нордхем  |
| Венди Лион         | Вики Карпентер      |
| Луис Фереира       | Крејг Нордхем       |
| Ричард Монет       | Отац Купер          |
| Лиса Шраџ          | Мери Лу Малони      |
| Тери Хоукес        | Кели Хенелотер      |
| Вендел Смит        | Волт Карпентер      |
| Џуди Мабеј         | Вирџинија Карпентер |
| Беверли Хендри     | Моника Вотерс       |
| Брок Симпсон       | Џош                 |
| Бет Кондек         | Џес Броунинг        |
| Џон Пипер-Фергусон | Еди Вуд             |
| Винсент Гејл       | одбијени момак      |